# 오산남초등학교
오산남초등학교는 대한민국 전북특별자치도 익산시 오산면에 있는 공립 초등학교이다.

## 학교 연혁
- 1939. 04. 27 오산 제2공립심상소학교 설립인가
- 1943. 04. 01 오산남 공립국민학교 개칭
- 1945. 03. 17 제1회 졸업식(졸업생 77명)
- 1982. 03. 02 오산남병설유치원 개원
- 1994. 03. 07 농촌형 급식학교 개시
- 1996. 03. 01 오산남초등학교로 개칭(6학급 편성)
- 1999. 03. 01 익산시교육청 지정 시범학교 운영
- 2009. 03. 01 도교육청지정 재량활동 연구학교 지정
- 2013. 03. 01 4학급 편성(유치원 1학급)
- 2013. 05. 29 농어촌 희망찾기 어울림학교 지정
- 2014. 03. 01 6학급 편성(유치원 1학급)
- 2014. 09. 01 제24대 조수덕 교장 부임
- 2015. 02. 06 제71회 졸업식(총 졸업생 5,795명)

## 참고 자료
- 오산남초등학교 - 한국교육학술정보원 학교알리미